# Open Prévadiès 2005
L'Open Prévadiès 2005 è stato un torneo di tennis facente parte della categoria ATP Challenger Series nell'ambito dell'ATP Challenger Series 2005. Il torneo si è giocato a Saint-Brieuc in Francia dal 21 al 27 marzo 2005 su campi in terra rossa indoor.

## Vincitori

### Singolare
Olivier Patience ha battuto in finale  Victor Ioniță con il punteggio di 6–0, 6–2

### Doppio
Victor Ioniță /  Gabriel Moraru hanno battuto in finale  Michal Mertiňák /  Jan Vacek con il punteggio di 6–1, 6–4